# Israel Aerospace Industries
Bản mẫu:Israelis

IAI new logo

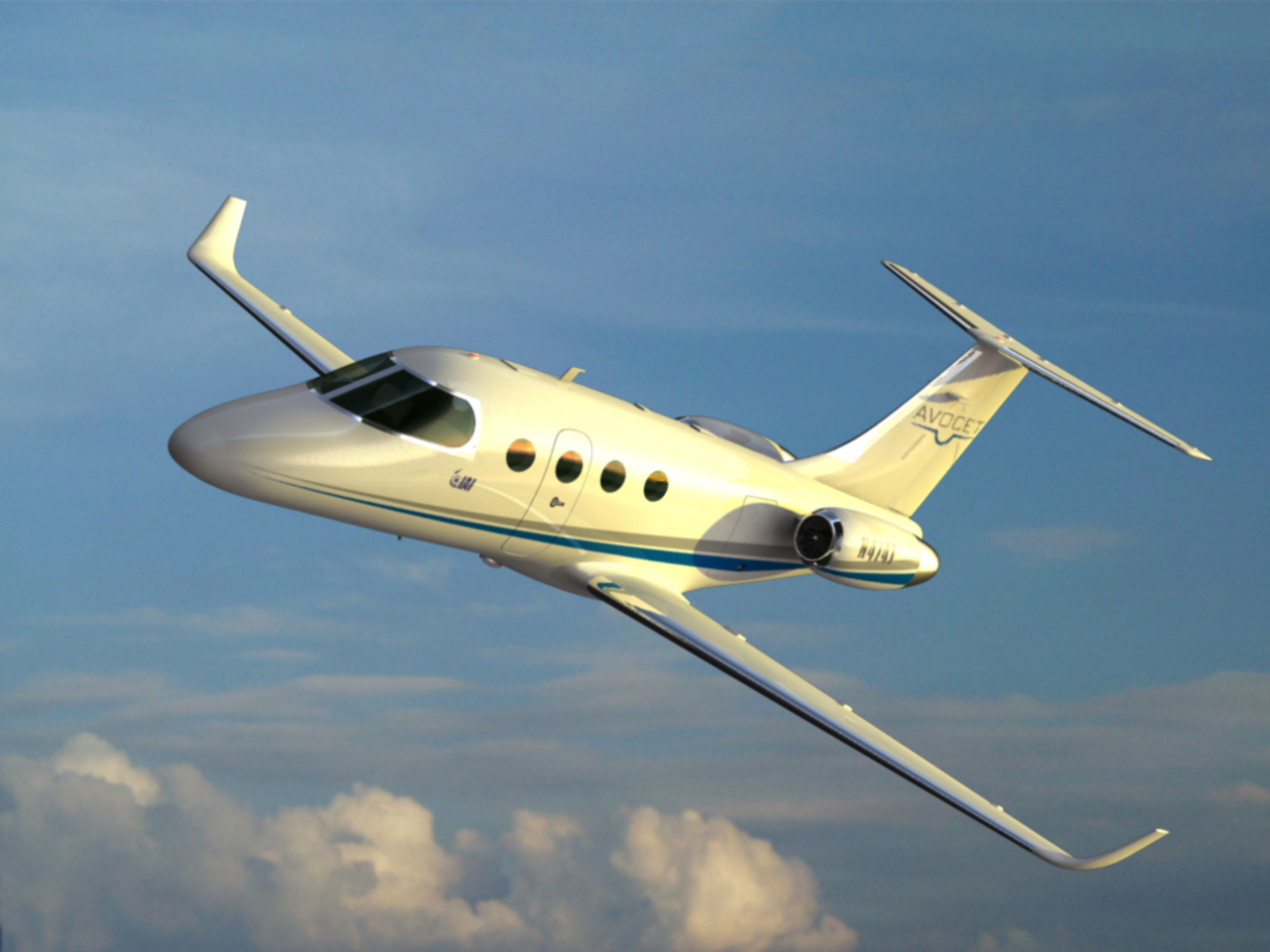
Avocet ProJet với Logo của IAI

Israel Aerospace Industries (Hebrew: התעשייה האווירית לישראל) or IAI (תע"א) là nhà chế tạo hàng không và hàng không vũ trụ hàng đầu của Israel, sản xuất các hệ thống hàng không cho cả quân sự và dân sự. Hãng có 14.000 nhân công vào năm 2005.
Ngoài việc sản xuất máy bay chiến đấu địa phương ra, IAI cũng sản chế tạo máy bay thương mại (cho Gulfstream, G100/G150 và G200) và bảo dưỡng tại chỗ cho các máy bay dân sự và quân sự được chế tạo ở nước ngoài. Ngoài ra, công ty này cũng tham gia chế tạo một số tên lửa và các hệ thống điện tử hàng không. Năm 2003, Israel Aircraft Industries đã cố thâm nhập vào thị trường VLJ (Máy bay phản lực hạng rất nhẹ), thông qua việc trình làng loại máy bay Avocet ProJet, có 6-8 chỗ, sử dụng làm air taxi, với giá bán chỉ bằng một nửa so với loại máy bay phản lực rẻ nhất hiện có. Đầu năm 2006, chương trình ProJet tạm ngưng sau khi OEM Mỹ rút khỏi chương trình mà không nêu lý do cụ thể.
Dù trọng tâm chính của IAI là hàng không và các thiết bị điện tử công nghệ cao, hãng này cũng chế tạo các hệ thống quân sự cho các lực lượng lục quân và không quân. Nhiều sản phẩm loại này chế tạo theo yêu cầu của Các lực lượng quốc phòng Israel trong khi các sản phẩm khác lại bán cho các quân đội nước ngoài.
Ngày 6 tháng 11 năm 2006 Israel Aircraft Industries Ltd. ("IAI") chính thức đổi tên hãng thành Israel Aerospace Industries Ltd. Mục đích của việc đổi tên này là phản ánh chính xác hơn phạm vi kinh doanh của IAI, mà ngày nay không chỉ bao gồm máy bay mà còn có cả các hệ thống, vệ tinh và thiết bị phóng cũng như các hệ thống mặt đất và hàng hải.